# Marrocos nos Jogos Olímpicos de Verão de 1964
O Marrocos participou dos Jogos Olímpicos de Verão de 1964, realizados em Tóquio, Japão.